# Islas Hermite
Las islas Hermite son un archipiélago de Chile que forman parte del archipiélago de Tierra del Fuego, localizado en el extremo meridional de América del Sur. Administrativamente, pertenecen a la comuna de Cabo de Hornos, en la provincia Antártica Chilena, cuya capital es Puerto Williams y a la XII Región de Magallanes y Antártica Chilena. En una de estas islas —la isla de Hornos— se halla el cabo de Hornos, que se encuentra incluido en el parque nacional Cabo de Hornos. 
Fueron nombradas en honor del almirante neerlandés Jacques L'Hermite (1582-1624). 
La isla Deceit y el sector oriental de la isla de Hornos al este del meridiano del cabo de Hornos, así como los islotes adyacentes a ellas, fueron reclamadas por Argentina como parte del Conflicto del Beagle hasta la resolución de la disputa en 1984 con la firma del Tratado de Paz y Amistad. Como legado de la disputa han quedado campos sembrados con minas antipersonales instalados por la Armada de Chile: uno en la isla Hornos, dos en la isla Deceit y uno en la isla Freycinet.

## Geografía

Islas Wollaston y Hermite.

El archipiélago comprende las siguientes islas:
- isla Hermite, la isla principal del archipiélago, situada en el extremo noroeste del grupo;
- isla Jerdan, una pequeña isla al este de la Hermite, en la parte centro-norte del archipiélago;
- isla Herschel, al este de la anterior, en la parte central del archipiélago;
- isla Deceit, la más oriental del grupo;
- isla de Hornos, la más meridional, conocida porque en ella está el cabo de Hornos;
- isla Hall, una pequeña isla en la parte centro-sur;
- islotes de Maxwell, Saddle, Chanticleer y Arrecife.

La isla Deceit se extiende al sureste por el cabo Deceit y termina en una serie de islotes y acantilados llamados los islotes Deceit, pero también conocidos como «Los Dientes» o «Las Garras de Deceit». Esos islotes Deceit, aunque menos meridionales que el cabo de Hornos, son a menudo más impresionantes para los marineros, sobre todo con fuertes vientos y mar gruesa. 
Al norte se encuentran las islas Wollaston, separadas por el canal Franklin, cuya proximidad hace que sea difícil distinguir ambos archipiélagos. La isla Herschel está separada de la isla Deceit por la bahía Arquistade que se incluye en el Paso Mar del Sur, una de las puertas de salida del pasaje de Drake. La isla Hermite está separada de la isla Herschel por la bahía de San Francisco.

### Asignación oceánica

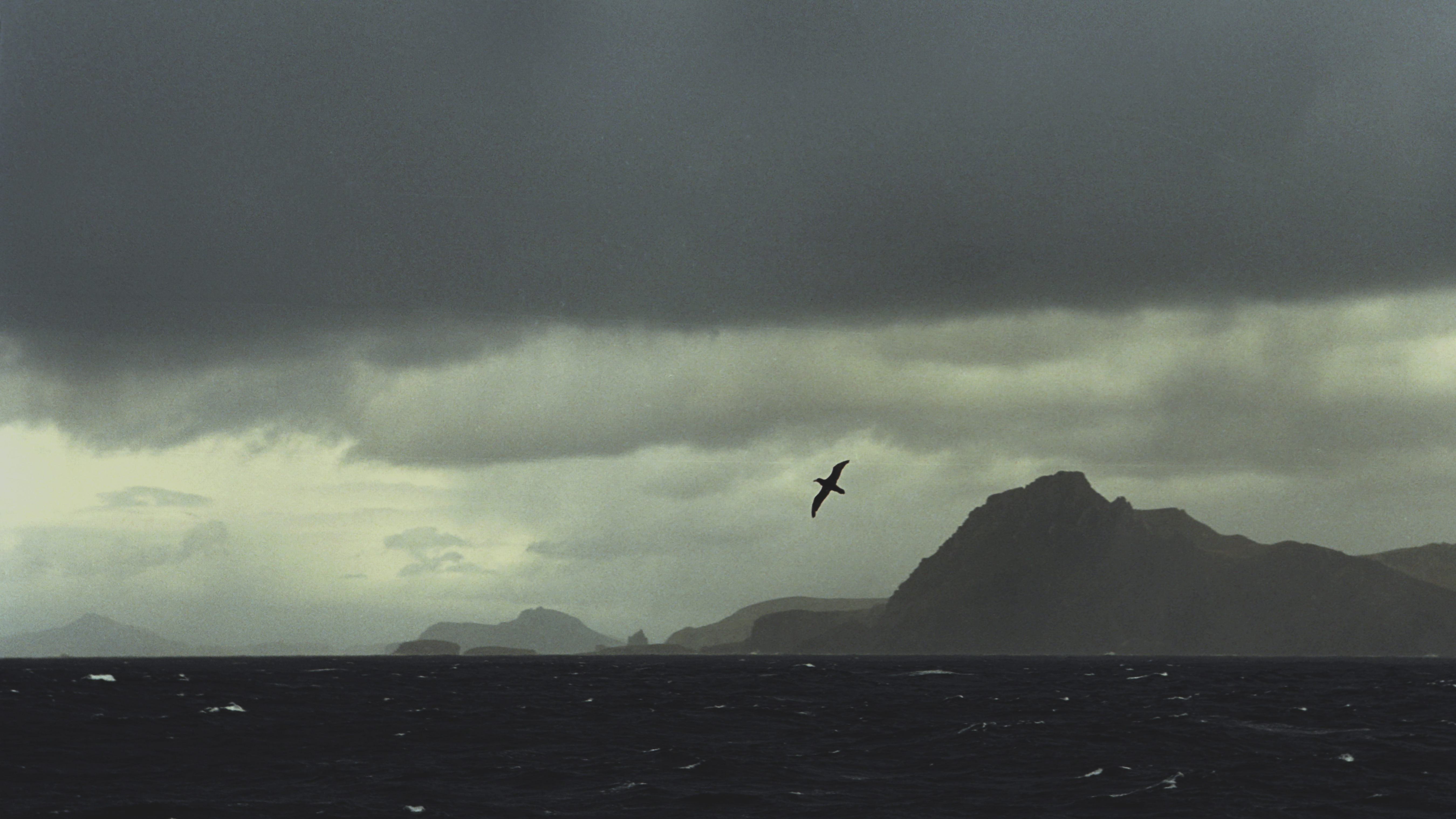
La más conocida de las islas, la isla de Hornos.

La ubicación oceánica de las costas y aguas que rodean el sector oriental de este archipiélago es objeto de debate. Según la Argentina, país que reclamó la soberanía de esa fracción insular, dicha porción es atlántica al estar al este de la longitud fijada por el meridiano del cabo de Hornos. 
En cambio, según la tesis denominada «Delimitación natural entre los océanos Pacífico y Atlántico Sur por el arco de las Antillas Australes», se incluyen, al igual que su sector occidental, en el océano Pacífico Sur; esta teoría, es la postulada como oficial por Chile, el único país poseedor de la soberanía de la totalidad de este archipiélago, al igual que los que lo rodean. La delimitación de la OHI parece concordar con la argumentación argentina.

## Galería

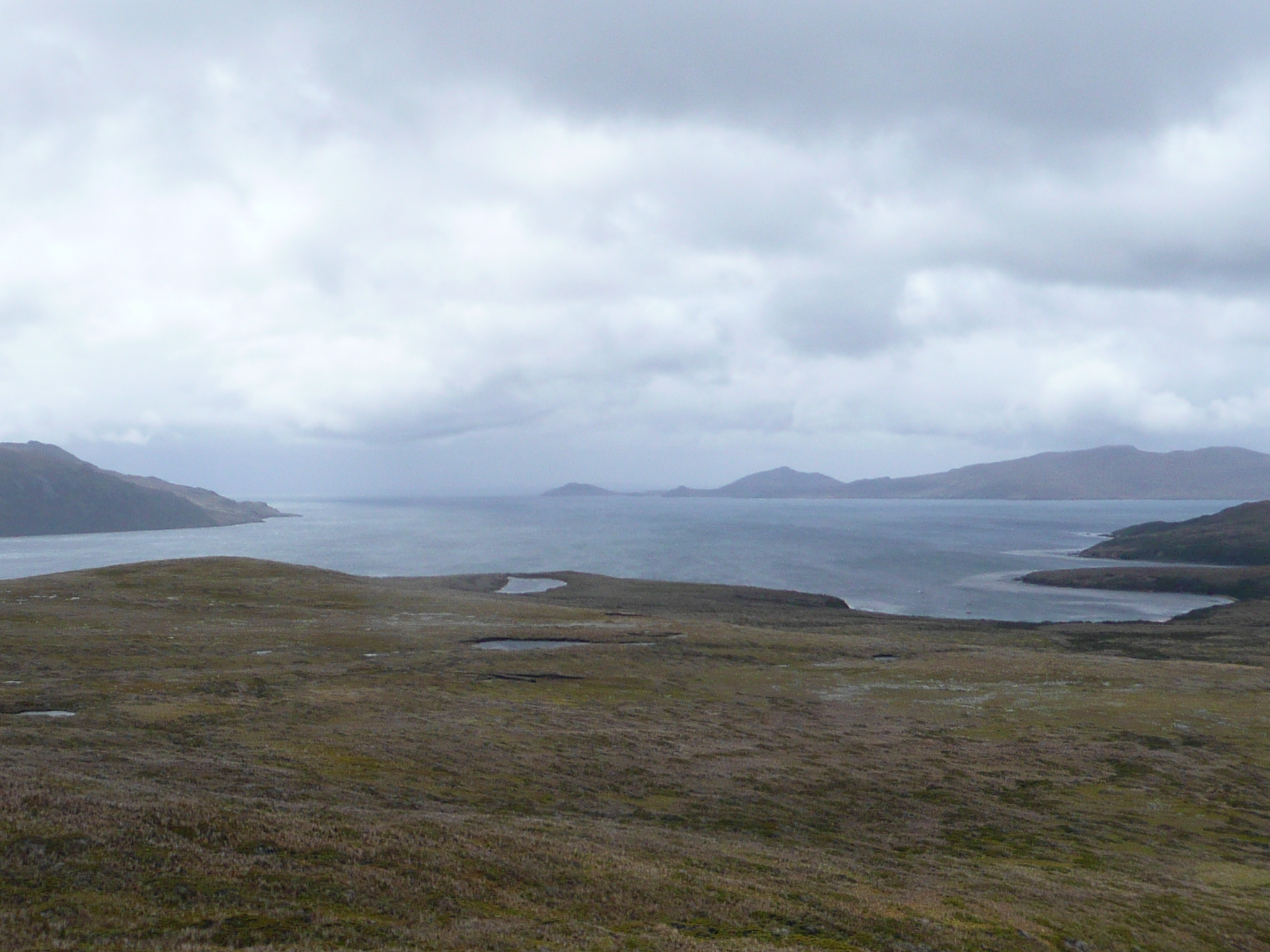
Paisaje en las islas Hermite
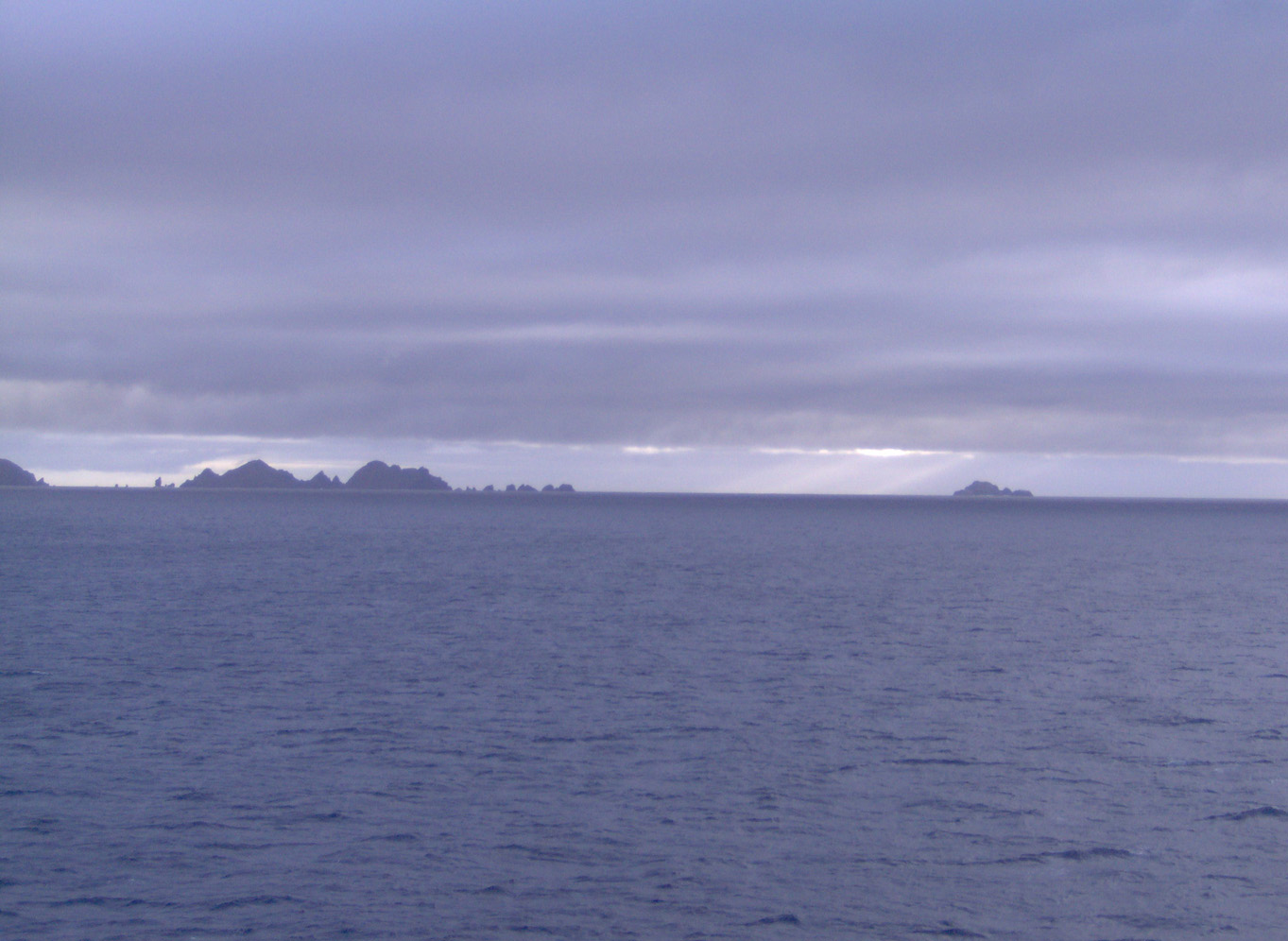
Isla Deceit
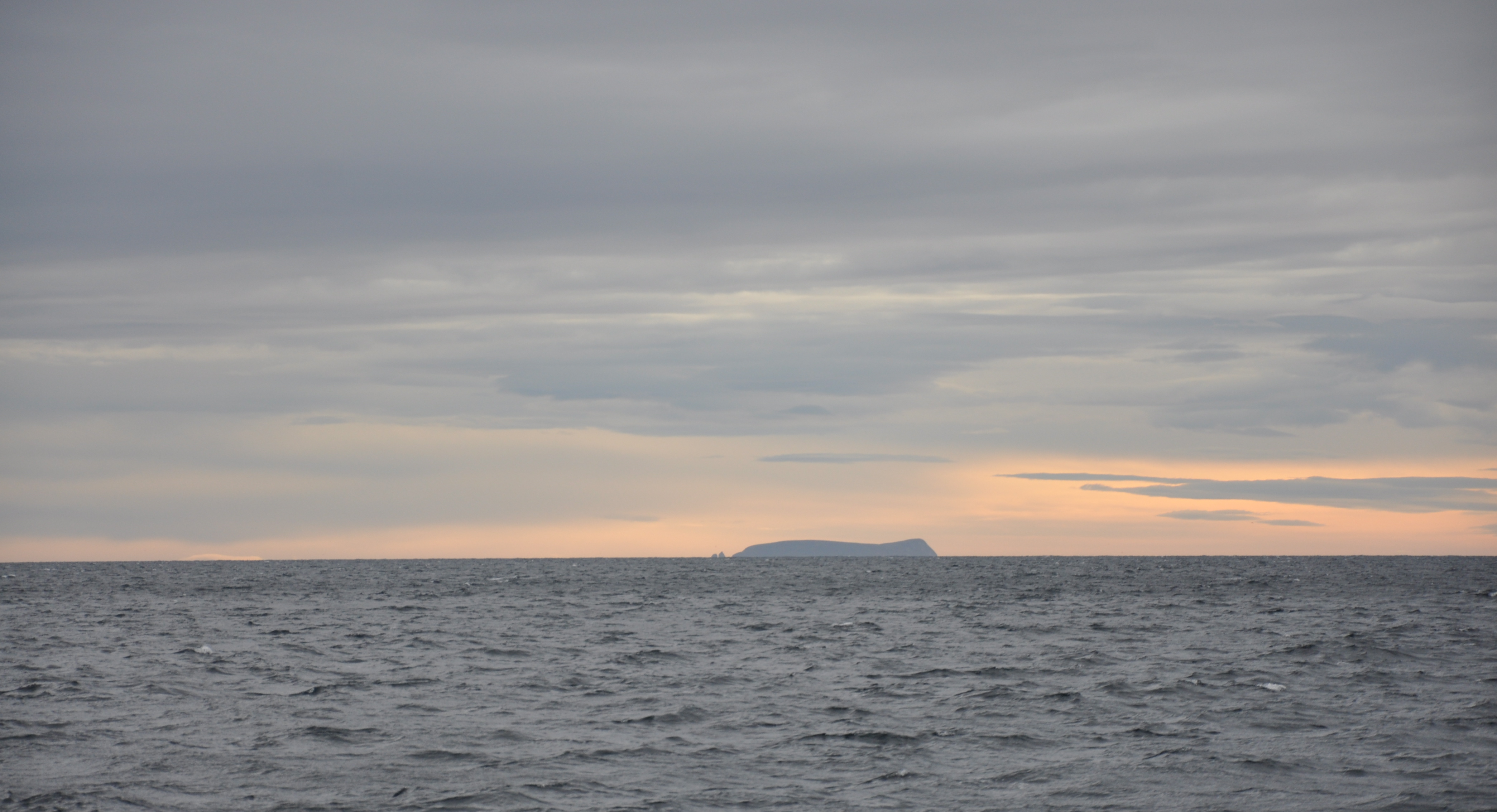
Isla Barnevelt
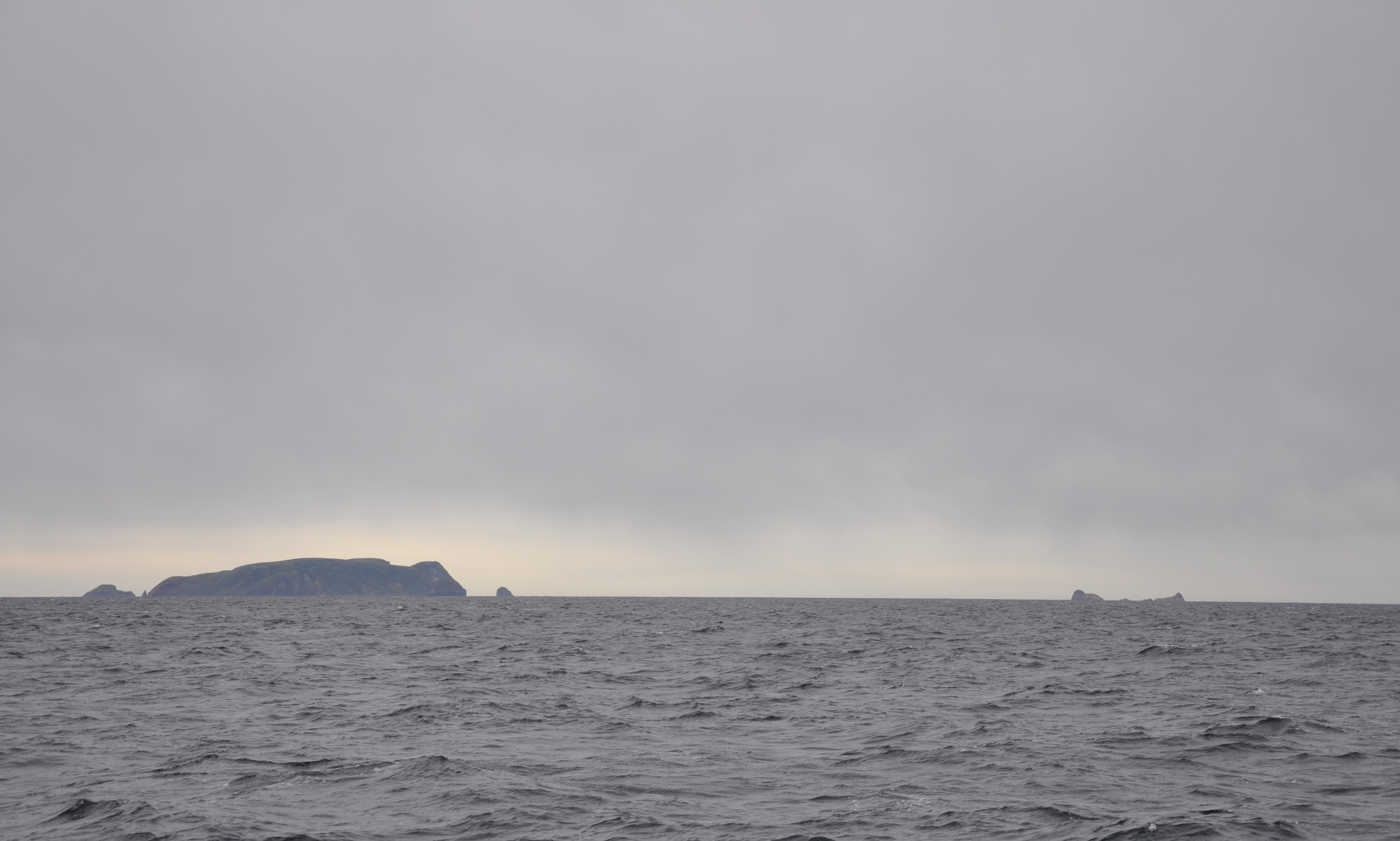
Isla Evout